# Robert Dohrmann
Ludwig Robert Dohrmann (* 4. Februar 1850 in Otterndorf; † 27. November 1932 in Bonn) war ein deutscher Unternehmer, der in Cuxhaven als Fischgroßhändler, Reeder und Immobilienmakler tätig war. Dohrmann gilt als Begründer des Seebades Duhnen.

## Biografie

### Fischgroßhändler
Dohrmann wurde als Sohn des Kaufmanns Peter Nicolaus Dohrmann geboren und kam nach seiner Ausbildung 1878 nach Cuxhaven.
Noch im gleichen Jahr gründete er den ersten Fischgroß- und -versandhandel mit einer eigenen Fischräucherei in Cuxhaven. Damit lag der Cuxhavener Fischmarkt in seinen Händen. Zu dieser Zeit gab es keine nennenswerte Fischereiwirtschaft in der Stadt. Fischfang wurde nur für den lokalen Gebrauch betrieben. So waren 1900 in Cuxhaven gerade einmal 18 Fischer, 3 Angestellte und 15 Arbeiter in der Fischereiwirtschaft tätig. Der Fischversand erfolgte vor Bau der Eisenbahn durch Postkutschen.
Dohrmann spezialisierte sich auf den Versand von Nordseeaustern. Dazu baute er die Austernfischerei in der Nordsee aus: Bis zu 12 Finkenwerder Hochseekutter fischten insbesondere in den Wintermonaten für ihn. Auch Dohrmann beteiligte sich mit vier eigenen Kuttern. Nachdem 1881 die Unterelbesche Eisenbahngesellschaft zwischen Harburg, Stade und Cuxhaven den Betrieb aufgenommen hatte, expandierte Dohrmann mit seinem Fischgroßhandel. Nun konnte Fisch schnell ins Binnenland transportiert und verkauft werden. Für Dohrmann war das ein profitables Geschäft.

### Reederei Robert Dohrmann
Erste Erfahrungen im Reedereigeschäft hatte Dohrmann mit seinen vier Fischkuttern in der Austernfischerei gemacht. 1886 kaufte er zusammen mit seinem Bruder P. N. Dohrmann und Wilhelm Lütt den Segelkutter Amor, der das Cuxhavener Fischereikennzeichen HC 1 erhielt.
Einen Schritt weiter ging Dohrmann 1891, als er beabsichtigte, den Cuxhavener Fischmarkt durch regelmäßige Fischlieferungen zu etablieren und dazu eine Reederei gründete. Zusammen mit G. Ebrecht jr. und August Kempe sowie weiteren Geldgebern gründete er die Antheils-Rhederei Cuxhavener Dampfer-Fischerei, die als “Reederei Robert Dohrmann” bekannt war. Dohrmann wurde zum Korrespondenzreeder bestellt und hatte damit die Firmenleitung inne. Bei der Neptun Werft in Rostock bestellte er einen Fischdampfer, der den Namen Cuxhaven erhielt.
Der Fischdampfer wurde im September 1891 unter Kapitän Wilhelm – dem späteren Direktor der Deutschen Seefischerei AG – in Dienst gestellt. Schnell wurde allen Beteiligten klar, dass mit nur einem Fischdampfer der Fischmarkt nicht ausreichend beliefert werden konnte. Der Fischdampfer veräußerte daher seine Fänge nicht mehr in Cuxhaven, sondern eine Zeitlang in Altona. Am 2. Februar 1892 verkaufte Dohrmann ihn an Dietrich Bartels in Altona.

#### Das Reedereischiff – FischdampferCuxhaven
Robert Dohrmann hatte das Schiff 1891 bestellt und in Rostock hatte es die dortige Neptun Werft unter der Baunummer 130 auf Kiel gelegt. Beim Stapellauf am 12. August 1891 erhielt es den Namen Cuxhaven und war damit der erste Fischdampfer dieses Namens. Probefahrt und Auslieferung fanden im September statt. Die Länge betrug 31,79 Meter, die Breite 6,20 Meter, der Tiefgang 3,21 Metern und die Vermessung 158 BRT. Der Antrieb bestand aus einer kohlebefeuerten Verbund-Expansionsmaschine, die 250 PS erzielte und auf einen Festpropeller wirkte. Damit erreichte das Schiff eine Höchstgeschwindigkeit von 9,8 Knoten. Die Besatzung bestand aus zehn Mann. Der Fischdampfer hatte eine Ladekapazität von 750 Korb. Wie in dieser Zeit im Fischfang üblich, war das Schiff zunächst mit Baumkurren ausgerüstet. Erst später erfolgte die Umrüstung auf Schleppnetze mit Scherbrettern.
Nach dem Verkauf 1892 wechselte das Schiff noch mehrfach den Besitzer und wurde schließlich 1925 in Schweden abgewrackt.

### Immobilienmakler und Förderung des Fremdenverkehrs
Vor der Jahrhundertwende begann Dohrmann sich im Immobilienhandel zu betätigen. In Cuxhavener Stadtteil Döse kaufte er Land für den Wohnungsbau auf.
Zu Beginn des 20. Jahrhunderts förderte Dohrmann den Aufbau des Tourismus und gründete eine Kommission zur Förderung des Fremdenverkehrs, die spätere „Badecommission“. Die Gründung des Seebades Duhnen geht auf seine Initiative zurück, ebenso das „Duhner Wattrennen“ (ein jährliches Pferderennen im Juli/August bei Niedrigwasser, das auch heute noch veranstaltet wird), das erstmals 1902 stattfand und dessen Präsident er lange war.
Später verkaufte Dohrmann sein Fischversandgeschäft und zog 1911 ins Rheinland.

## Ehrungen
- Der Robert-Dohrmann-Platz als neue Grünanlage mit einem Gedenkstein in Cuxhaven - Duhnen erhielt 1913 seinen Namen.
- Die Dohrmannstraße an der Grimmershörner Bucht in Cuxhaven wurde nach ihm benannt.
- 1931 wurde er Ehrenbürger der Stadt Cuxhaven.